# Drasi
Die Drasi (griechisch Δράση deutsch: Handeln) war eine liberale griechische Partei.
Die Partei war bis Februar 2019 Mitglied der Europapartei Allianz der Liberalen und Demokraten für Europa (ALDE).

## Geschichte
Die Partei wurde am 17. März 2009 gegründet. Gründungsmitglieder der Partei waren unter anderem Stefanos Manos, Vasilis Kondogiannopoulos, Giannis Boutaris, Thanos Veremis, Konstantinos Markoulakis, Alexandros Tombazis, Nikos Dimou. Die Gründungserklärung, deren Unterzeichnung in Griechenland die Funktion von Unterstützungsunterschriften zukommt, wurde von 600 Bürgern unterzeichnet. Damit wurde die Hürde für die offizielle Anerkennung als Partei bei nationalen Wahlen genommen.
Im November 2012 trat der Europaparlamentarier Thodoros Skylakakis, der ursprünglich für die Nea Dimokratia gewählt worden war, zu Drasi über, sodass die Partei im Europäischen Parlament vertreten war. Skylakakis gehörte der ALDE-Fraktion an und wurde im Juli 2013 Parteivorsitzender von Drasi.

### Wahlen
Die Partei nahm erstmals im Jahr 2009 an der Europawahl teil. Sie erhielt 38.895 Stimmen, was 0,76 Prozent entspricht. Spitzenkandidat war Stefanos Manos.
Mit diesem Ergebnis war die Partei aber nicht im Parlament vertreten. Außerdem trat die Partei 2010 bei Kommunalwahlen in Thessaloniki und Athen an. In Thessaloniki stellt sie seither mit Giannis Boutaris den Bürgermeister, in Athen unterstützte sie die Wahl des Parteilosen Giorgos Kaminis. Bei der Parlamentswahl in Griechenland Mai 2012 konnte eine Listenverbindung von Drasi und Fileleftheri Symmachia (Φιλελεύθερη Συμμαχία Liberale Allianz) 114.094 Stimmen (das waren 1,80 Prozent) auf sich vereinigen. Für die Parlamentswahl im Juni 2012 verständigte sich Drasi mit den Parteien Dimiourgia Xana und Fileleftheri Symmachia auf eine Zusammenarbeit, die Kandidaten traten auf der gemeinsamen Liste der Dimiourgia Xana an. Zur Europawahl 2014 traten Drasi und Dimiourgia Xana als Bündnis Gefyres (Γέφυρες Brücken) an. Zur vorgezogenen Wahl am 25. Januar 2015 trat die Partei nicht an und unterstützte stattdessen die neue Partei To Potami, die 6,6 % erreichte und damit 2 Abgeordnete stellte. Einzelne Parteimitglieder kandidierten auf der Liste der To Potami.
Wahlergebnisse
|                          | Prozent % | Stimmen | Zusammenarbeit                                                          |
| ------------------------ | --------- | ------- | ----------------------------------------------------------------------- |
| Europawahl 2009          | 0,76      | 38.895  |                                                                         |
| Parlamentswahl Mai 2012  | 1,80      | 114.066 | Listenverbindung mit Fileleftheri Symmachia                             |
| Parlamentswahl Juni 2012 | 1,59      | 98.140  | Zusammenarbeit mit Fileleftheri Symmachia auf Liste von Dimiourgia Xana |
| Europawahl 2014          | 0,91      | 51.749  | Wahlbündnis Gefyres mit Dimiourgia Xana                                 |

## Organisation
Präsidium
| Funktion        | Besetzt durch                                                |
| --------------- | ------------------------------------------------------------ |
| Präsident       | Thodoros Skylakakis                                          |
| Vizepräsidenten | Tasos Avrandinis, Antigoni Lymberaki, Aristotelis Aivaliotis |
| Generalsekretär | Melina Daskalakis                                            |

Lenkungsausschuss
| Funktion          | Besetzt durch |
| ----------------- | --- |
| Präsident         | Thodoros Skylakakis |
| Vizepräsidenten   | Tasos Avrantinis, Antigoni Lymberaki, Stratis Mouger |
| Generalsekretär   | Melina Daskalaki |
| Pressesprecher    | Panos Michalopoulos |
| Lenkungsausschuss | Tasos Avranitis, Fani Angelou, Aristotelis Aivaliotis, Giorgos Andreou, Giannis Androulakis, Agis Beroutis, Dionysis Gousetis, Melina Daskalaki, Zisis Dougalis, Filippos Dragoumis, Giannis Kalantzakis, Giorgos Karavanas, Dimitris Laios, Antigoni Lymberaki, Panos Michalopoulos, Lenio Myrivili, Miranda Xafa, Georgia Panopoulou, Lefteris Plakidas, Theodoros Skylakakis, Charalambos Stamelos, Giannis Triantafyllou, Athanasios Tsiouras, Nasos Chyisinas |